# Josef: Drömmarnas Konung
Josef: Drömmarnas Konung (2000) är en av Dreamworks animerad film, baserad på berättelsen om Josef i kapitel 37-50 i Första Mosebok i Bibeln. Filmen regisserades av Rob LaDuca och Robert C. Ramirez och producerades av Jeffrey Katzenberg. I den engelska versionen gör Ben Affleck originalrösten till Josef. Juda spelas av Mark Hamill. Medverkar gör även James Eckhouse, Dan Castellaneta, René Auberjonois och Steven Weber.
Filmen är en uppföljare till Prinsen av Egypten (1998), vilken berättar om Mose och Uttåget ur Egypten.

## Rollista (i urval)

### Engelska röster
- Ben Affleck – Josef (tal) (sång av David Campbell)
- Mark Hamill – Juda
- Richard Herd – Jakob (tal) (sång av Russell Buchanan)
- Maureen McGovern – Rakel
- Jodi Benson – Asenath

### Svenska röster
- Kristian Ståhlgren – Josef
- Mikael Roupé – Jakob (Josefs far)
- Annelie Berg – Rakel (Josefs mor)
- Johan Hedenberg – Juda (Josefs bror)
- Ole Ornered – Levi (Josefs bror)
- Maria Rydberg – Asenath